# Babyflasche

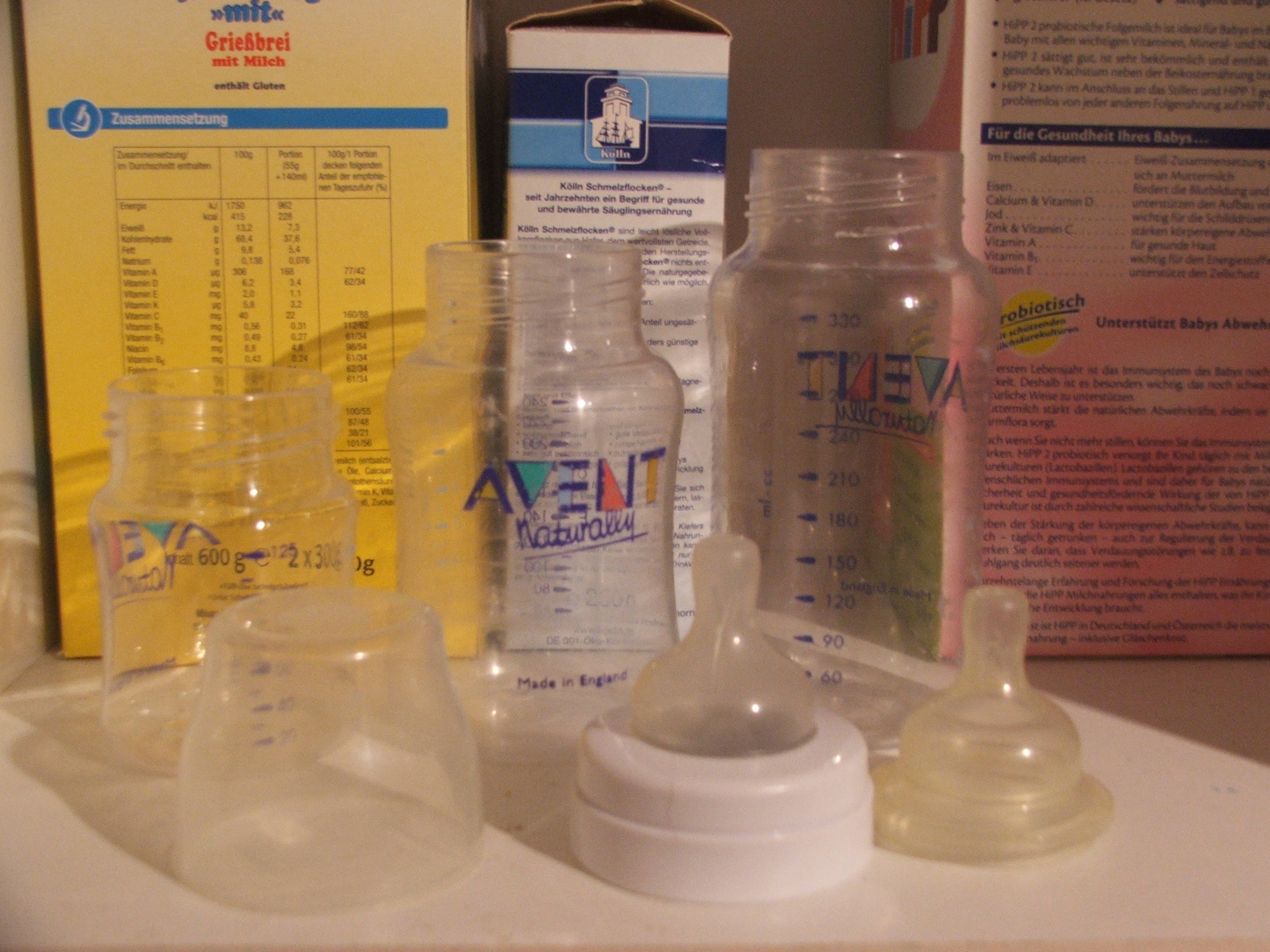
Verschiedene Größen von Babyflaschen

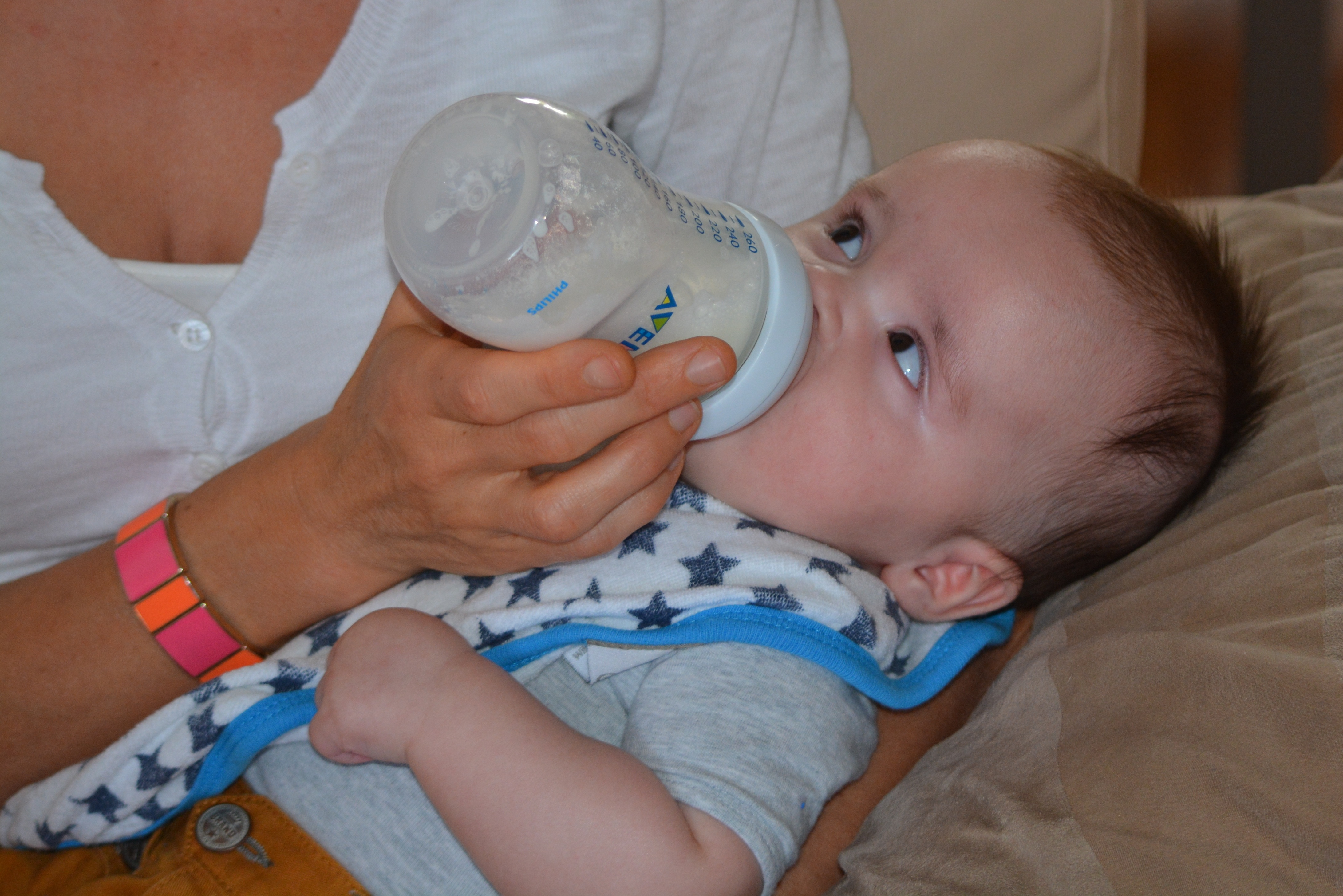
Flasche geben auf dem Arm mit dem für die Entwicklung wichtigen Körperkontakt

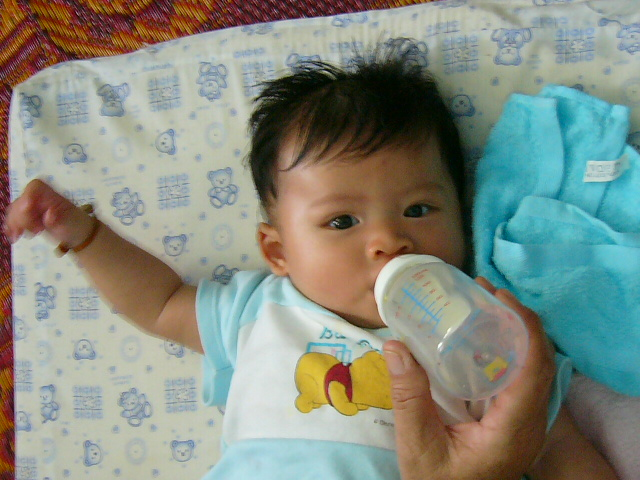
Flasche geben im Bett unter Entbehrung des Hautkontaktes

Die Babyflasche, auch Nuckelflasche, in der Schweiz und Süddeutschland auch Schoppen, ist eine Flasche mit einer aufgesteckten, schnullerähnlichen Saugvorrichtung, die der Zuführung von flüssiger Nahrung für Säuglinge dient. In den ersten Monaten enthält sie abgepumpte Muttermilch oder Muttermilchersatz, später kann sie auch Säfte oder Tees enthalten.

## Geschichte
Prähistoriker fanden heraus, dass es bereits vor 3000 Jahren Fläschchen für Säuglinge gab.
In der Antike waren die Gefäße aus Ton hergestellt. Ab dem 16. Jahrhundert verwendete man Leder und Holz für die Herstellung, ab dem 17. auch Kuhhörner. Die Sauger waren aus Leder oder Baumwollstoff. Bis ins 18. Jahrhundert waren abgeschnittene Zitzen eines Kuheuters üblich, die selten gewechselt wurden und deren Verwesung die Milch bakteriell verunreinigte, was die bereits ohnehin hohe Kindersterblichkeit noch weiter ansteigen ließ. Ab dem 19. Jahrhundert verwendete man auch Bierflaschen, in die ein Baumwolllappen gestopft wurde. Später wurde ein Sauger aus Gummi über den Flaschenrand gestülpt. In den 1930er-Jahren kamen Sauger aus Latex auf den Markt. Seit den frühen 1960er-Jahren wird auch Polycarbonat für die Flaschen verwendet.

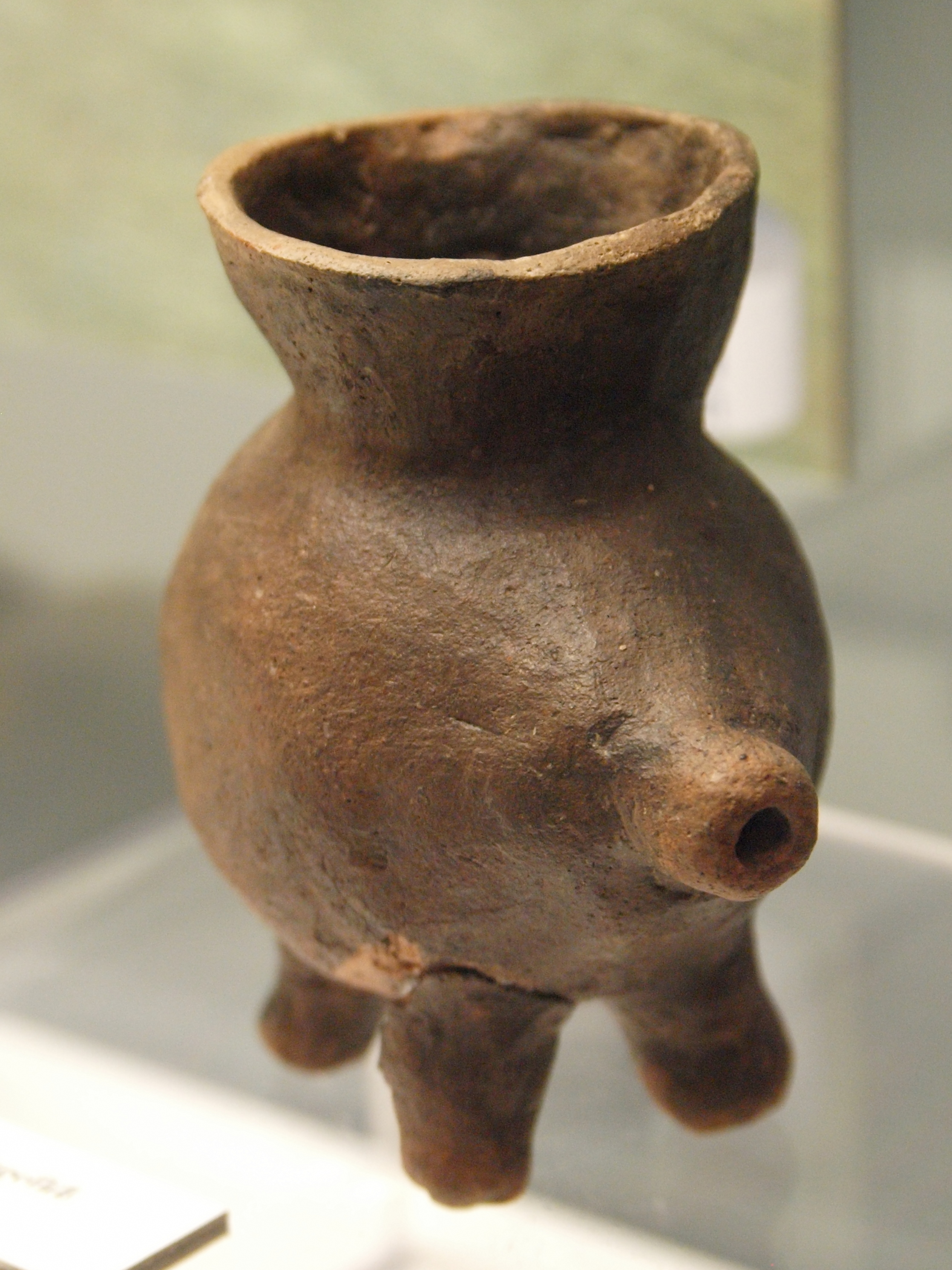
Keramische Saugflasche in Tiergestalt aus Regensburg-Harting (um 1350 bis 800 vor Chr.)
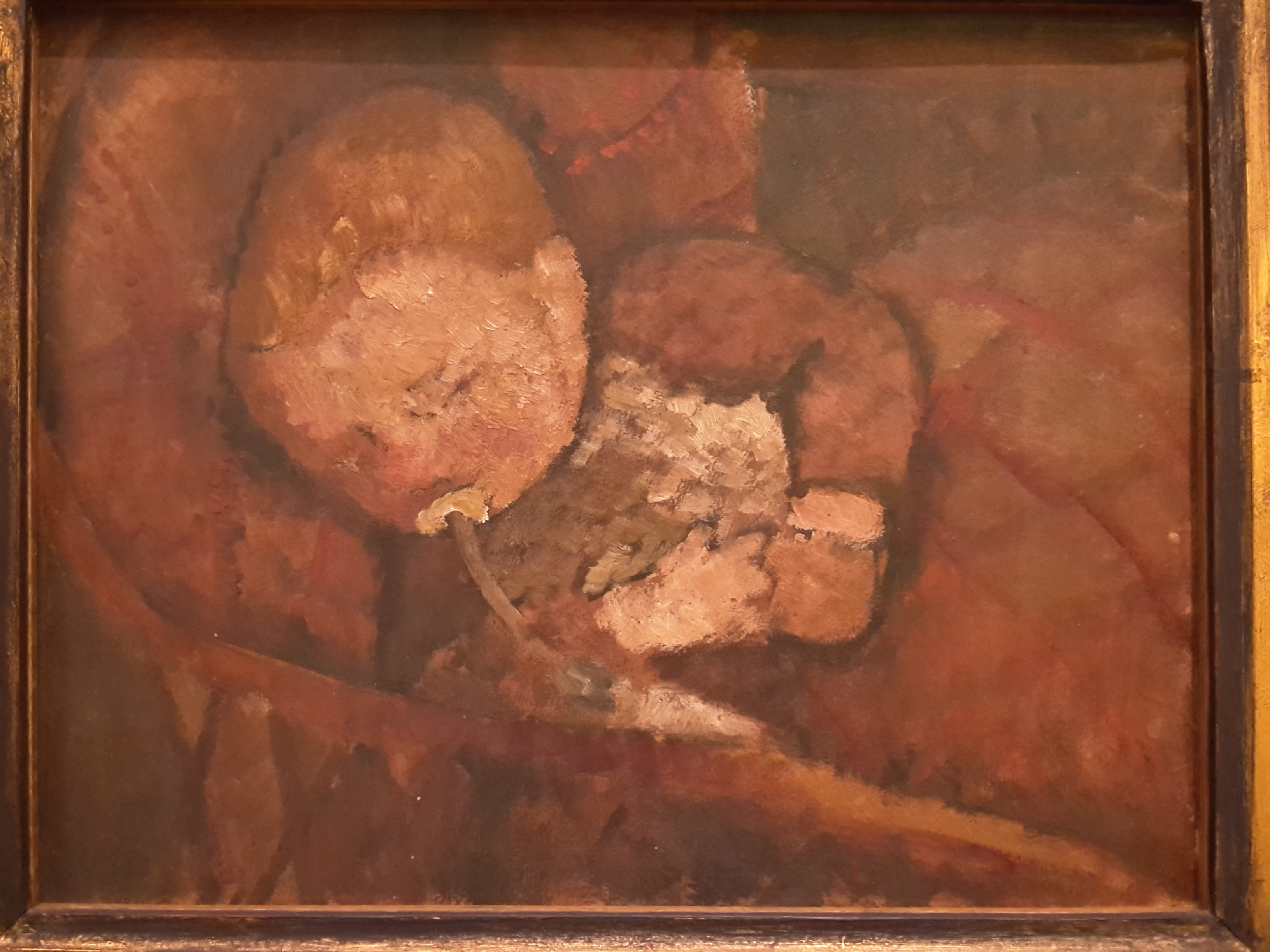
Kind mit Saugflasche ca. 1903 (Paula Modersohn-Becker)

## Verwendung
Die Gründe für ein Ernähren des Säuglings mit der Nuckelflasche sind unterschiedlich: sie reichen von Krankenhausaufenthalten des Säuglings oder der Mutter aufgrund von Operationen bis zu persönlichen Abneigungen der Mutter oder des Säuglings gegen das Stillen. Umgangssprachlich werden solche Säuglinge auch Flaschenkinder genannt.
Wichtig ist es, den Nuckel und die Flasche nach dem Gebrauch gründlich zu reinigen, damit sich darin keine Keime vermehren können. Nach der Reinigung wird die Flasche durch ein Abkochen im Wasserbad, einem Dampfsterilisator oder in einem speziellen Behälter in der Mikrowelle sterilisiert.
Gängige Flaschengrößen sind heute 125, 240 und 330 Milliliter. Die Sauger gibt es in verschiedenen Größen abgestimmt auf das jeweilige Alter des Säuglings und mit in der Regel ein bis vier Öffnungen. Der Gebrauch hängt vom Alter des Kindes und der Viskosität des Inhalts ab. Manche Sauger haben ein Ventil (Ventilsauger), durch das beim Saugen jeweils so viel Luft in die Flasche einströmt, wie an Flüssigkeitsvolumen herausgesaugt wird. So entsteht in der Flasche kein Unterdruck, der das Saugen erschweren würde, und der Säugling braucht den Mund nicht zu öffnen, um Luft in die Flasche zu lassen, sondern es kann kontinuierlich saugen wie an der Brust. Wenn der Säugling seinen Mund immer wieder öffnen muss, kann es beim Trinken Luft schlucken, was zu Blähungen und eventuell auch zu Koliken führen kann.
Wenn der Säugling beim Flasche geben im Arm gehalten wird, bekommt es Körperkontakt, nicht so innig wie beim Stillen, aber mehr als wenn die Flasche im Bett liegend gegeben wird. In Rückenlage kann der Säugling sich eher verschlucken und muss auf den für seine Entwicklung sehr wichtigen Körperkontakt verzichten.
Das Nursing-Bottle-Syndrom ist eine Form der Karies, die mit der Flaschenernährung zusammenhängt. Darum wird die Umstellung nach dem zwölften Lebensmonat empfohlen.
Babyflaschen benutzt man auch für die Handaufzucht von Säugetieren.

## Erwärmung

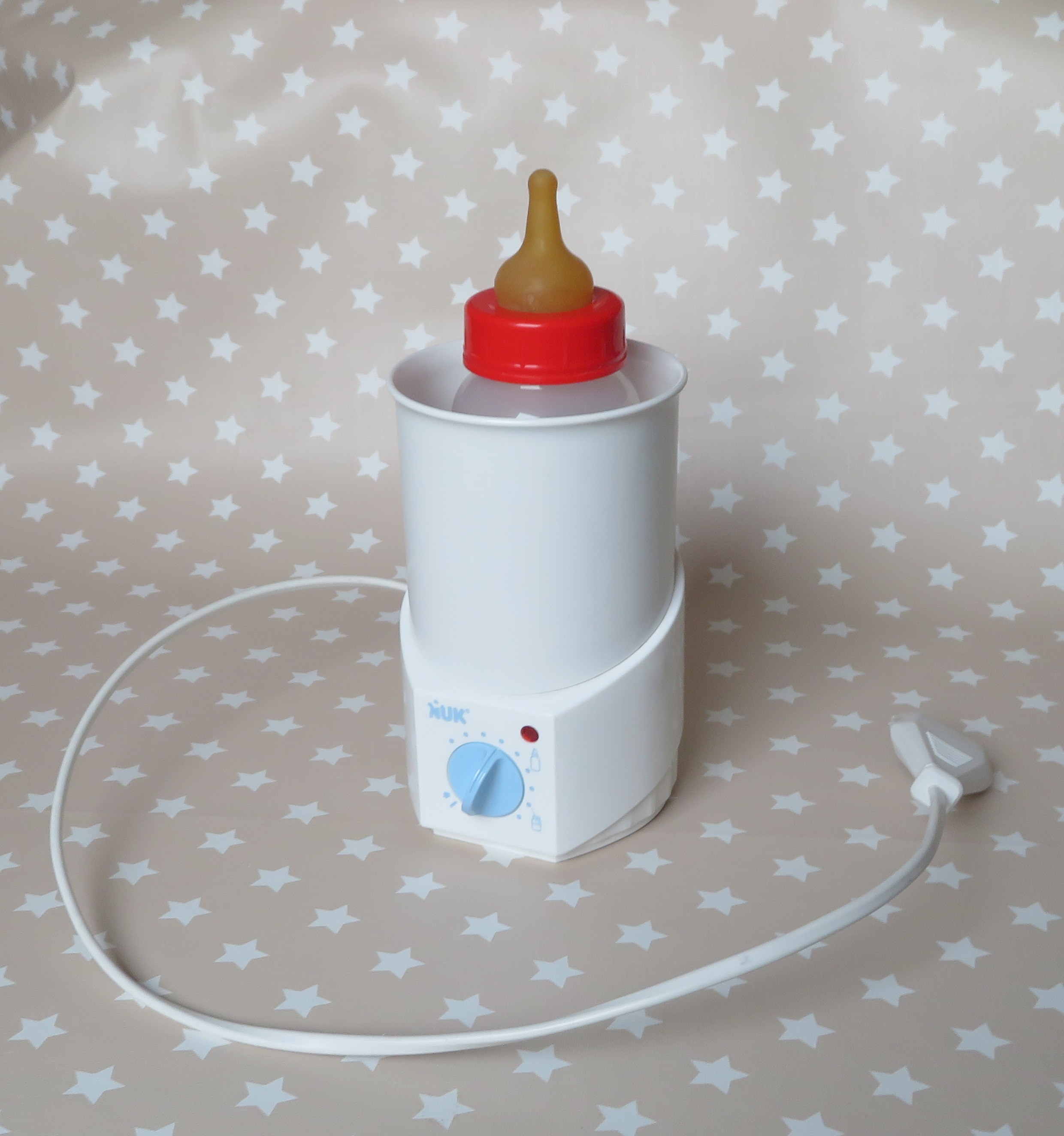
Flaschenwärmer mit Thermostat

Der Inhalt wird für Säuglinge aus gesundheitlichen Gründen auf Körpertemperatur vorgewärmt. Das kann im Wasserbad geschehen. Am besten eignet sich ein Babyflaschenwärmer mit Thermostatfunktion. Zum Anrühren von Milchpulver wird in der Regel abgekochtes Wasser verwendet. Die angerührte Milch muss in der Flasche auf Körpertemperatur abkühlen. Zum Warmhalten der Milch, bis der Säugling aufwacht, steht die vorbereitete Flasche mit der Milch im Flaschenwärmer. Auf diese Weise kann der Säugling – so wie beim Stillen – gleich, wenn es vom Hunger aufwacht, noch bevor es anfängt zu schreien, mit Nahrung versorgt werden.
Erwärmung in der Mikrowelle ist nicht geeignet, da sich der Inhalt ungleichmäßig erwärmt und es zu Verbrühungen kommen kann. Bei Flaschen aus Polycarbonat wird dabei auch vermehrt Bisphenol A in die Nahrung abgegeben.

## Materialien
Gebräuchlich sind Flaschen aus Glas und Polycarbonat, welches wegen des enthaltenen Bisphenol A stark in Verruf geraten ist. In der EU ist sowohl die Produktion als auch der Verkauf von Säuglingsflaschen aus BPA-haltigen Kunststoffen seit 2011 verboten. Da Glasflaschen den Nachteil haben, dass sie schwerer und zerbrechlich sind, hat sich schnell das alternative Polypropylen durchgesetzt. Es ist frei von BPA oder anderen gesundheitsschädlichen Weichmachern. Allerdings zeigten Wissenschaftler, dass die Mikroplastik-Aussetzung durch Polypropylen Babyflaschen in einer internationalen Studie zwischen 14,5 Tsd. und 4,5 Millionen Fragmenten pro Tag und Person liegt. Höhere Belastungen werden durch wärmere Flüssigkeit ausgelöst und eine ähnliche Aussetzung wird auch bei anderen Polypropylenprodukten wie Pausen-Boxen vermutet.
Sauger bestehen meist aus Latex und Silikon. Letzteres ist nicht so bissfest, aber dafür weniger allergisierend.
Kanada hat Bisphenol A als gefährlich eingestuft und ein Verbot von Babyflaschen aus Polycarbonat angeordnet.